# H-Bahn

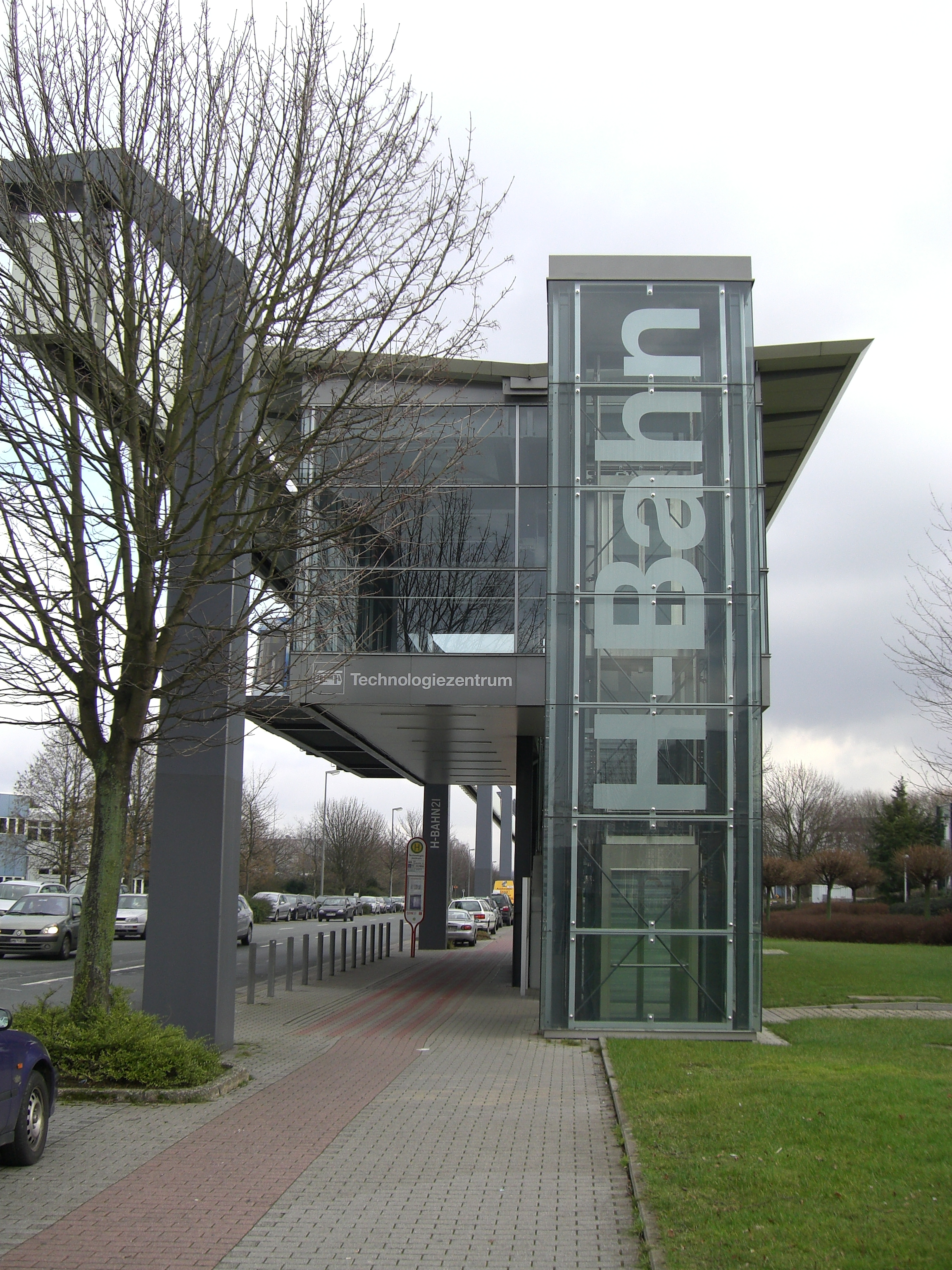
Une station de la H-Bahn de Dortmund

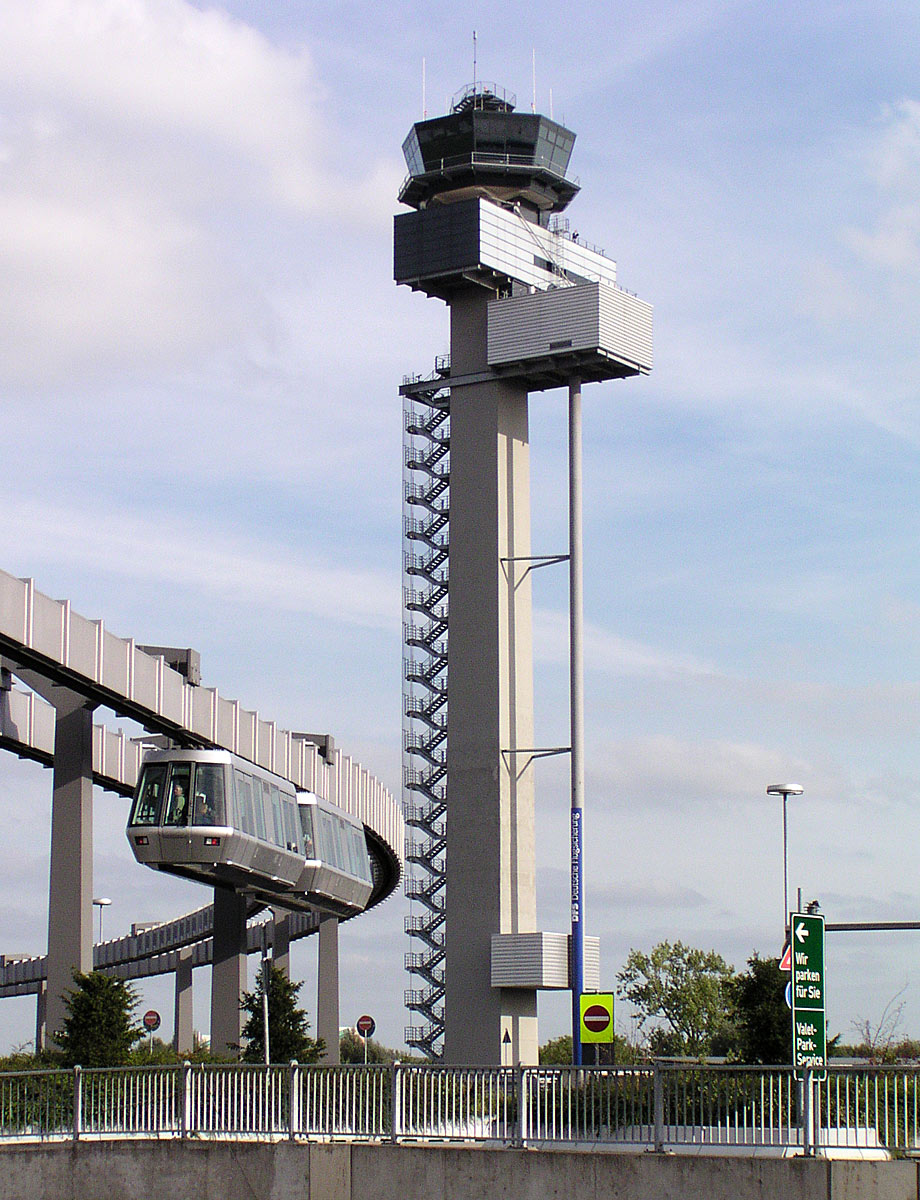
H-Bahn Düsseldorf

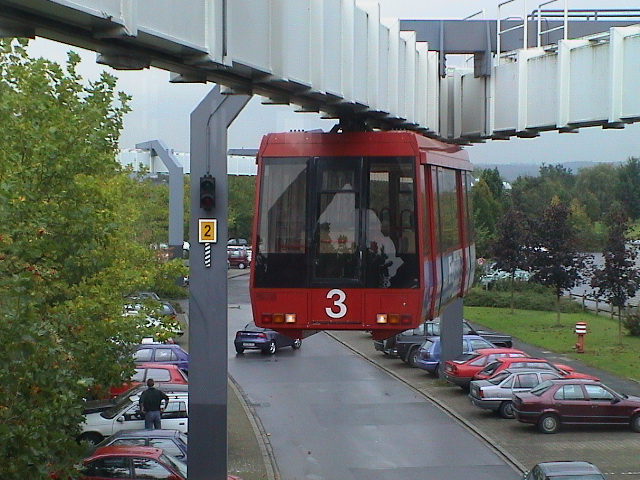
H-Bahn Dortmund devant une bifurcation

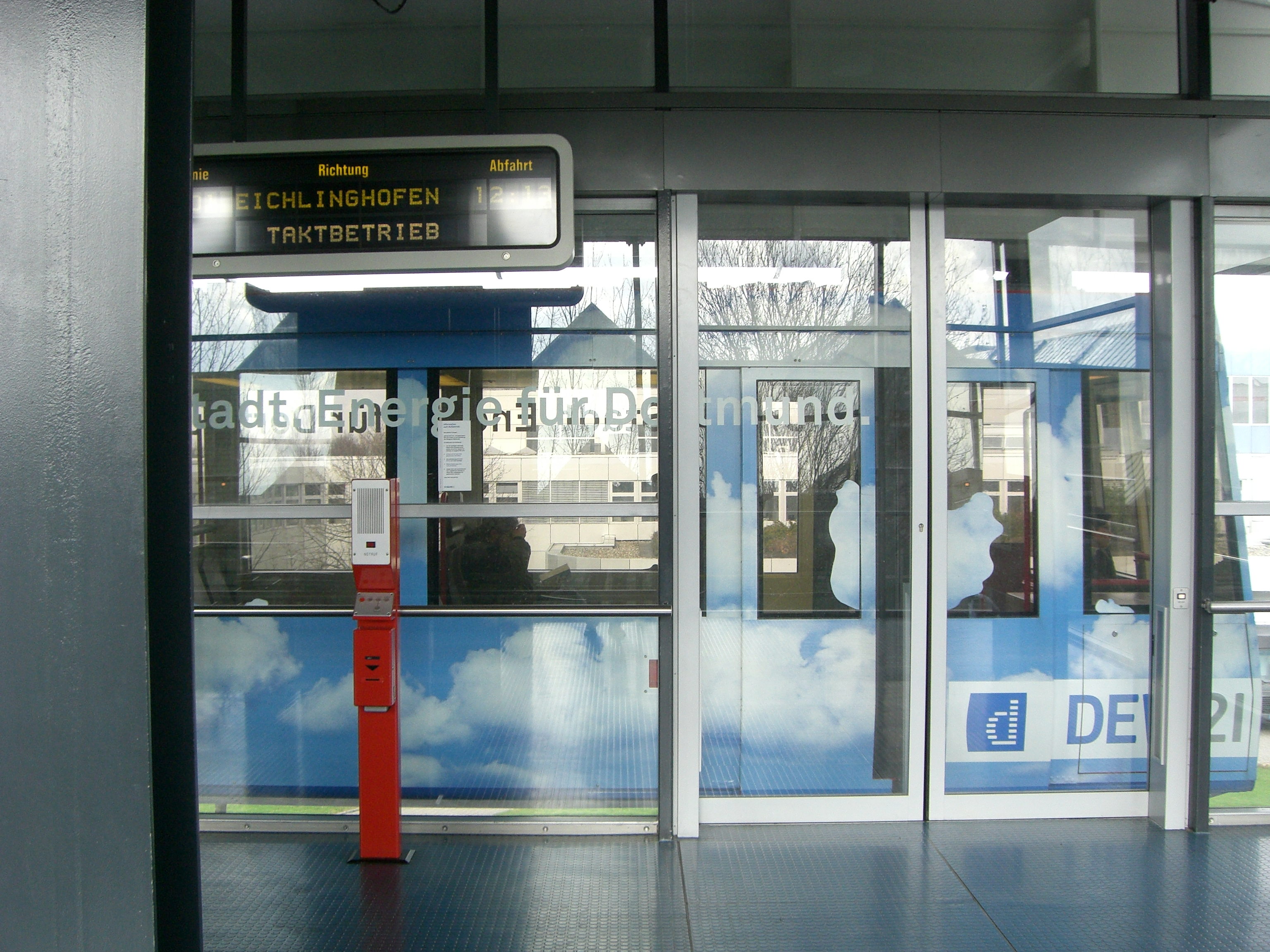
L'intérieur d'une station à Dortmund avec la cabine No. 2 derrière les portes palières fermées. Le panneau indique mode opérationnel Taktbetrieb (cadencé)

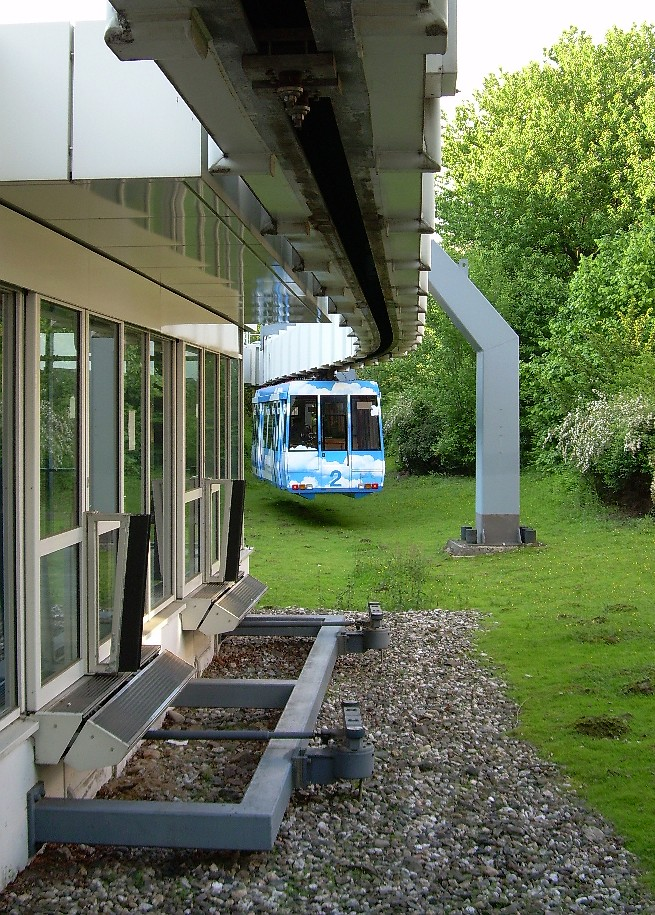
Une cabine H-Bahn approchant la station terminale à Dortmund. Noter l'équipement de fixation de la cabine en station

H-Bahn est un système de monorail suspendu du type SAFEGE opéré automatiquement sans conducteur. Deux installations sont actuellement en service, les deux en Allemagne. Originellement développé par Siemens sous le sigle SIPEM pour SIemens PEople Mover, Siemens ne le propose plus, mais est toujours prêt à fournir le système d'automatisation, d'autres constructeurs produisant les véhicules et le système de suspension.

Le "H" de "H-Bahn" vient du mot allemand "hängend", c'est-à-dire suspendu. 

## Technique
La H-Bahn n'est pas un monorail au sens strict comme le Schwebebahn de Wuppertal. Il est similaire au système SAFEGE car le contact entre la cabine suspendue et le support se fait à l'intérieur d'une poutre creuse ouverte en partie basse. Il comporte deux boggies de deux essieux à deux roues fixés à chaque cabine mais la poutre du SIPEM est plus petite que celles d'autre monorails type SAFEGE. 
Le profil de la poutre du système SIPEM est un rectangle creux avec le côté étroit fendu en partie basse. Les deux roues de chaque côté de la fente assurent support et propulsion. Des roues horizontales roulant au bas et au haut de chaque paroi latérale de la poutre assurent le guidage horizontal. Le courant électrique triphasé de 400 volts est distribué par quatre conducteurs placés sur les parois latérales ; en dessus de ceux-ci se trouve une paire de câbles en grecque pour la transmission des données du véhicule au poste de commande et pour son contrôle. 
L'aiguillage se fait en déplaçant des plaques verticales de guidage horizontal, dont deux courtes des deux côtés de la section commune, et une longue sur la pointe entre les deux branches divergentes, formant un canal de la même largeur que la poutre normale, menant dans une des deux directions possibles. Les roues de guidage horizontal, roulant sur les parois latérales de la poutre, jouent le rôle décisif. Voir Vue de deux aiguillages par en dessous du Skytrain de Düsseldorf. 
Les cabines d'une longueur de 8,32 mètres offrent 16 places assises et 29 debout. Les voyageurs entrent et sortent par deux portes de 1,34 mètre de large à chaque côté. Les stations sont équipées de portes palières. Toutes les portes ne s'ouvrent qu'après que la cabine est arrêtée en station et positionnée. 
Le système fonctionne automatiquement sous contrôle central. La vitesse maximale est de 50 km/h. Selon l'exploitant de la H-Bahn de Dortmund, sur le tronçon central de son réseau il y a 36 mouvements par heure, avec 40 secondes d'intervalle entre les cabines. Les cabines ou trains peuvent circuler avec une cadence pre-programmée ou à la demande, comme un ascenseur.

## Installations existantes
Il y a deux installations existantes en service, la première sur le campus de l'université de Dortmund, à voie unique, mais avec deux lignes, l'autre le SkyTrain de Düsseldorf connectant deux stations du terminal de l'aéroport de Düsseldorf avec un parking et la gare des grandes lignes de la Deutsche Bahn avec une seule ligne, mais à deux voies. À Dortmund circulent des cabines uniques, à Düsseldorf des rames de deux cabines. Les deux installations sont intégrées dans le tarif du Verkehrsverbund Rhein-Ruhr (VRR), le syndicat des transports en commun de la région de la Ruhr et d'une partie de la Rhenanie.

## Perspectives
Même si Siemens, depuis 2007, ne fait plus d'efforts pour vendre le système, se concentrant sur le système Véhicule automatique léger (VAL) acquis avec la branche transport public de Matra, la technique est toujours disponible pour d'autres installations. La voie et les véhicules peuvent être construits par d'autres industriels, Siemens fournissant le système automatique de conduite. En mai 2009, une société russe a présenté une offre pour connecter un nouveau centre de bureaux, en collaboration avec la société d'exploitation de Dortmund.